# Sla po svobodi
Sla po svobodi je zadnji roman slovenskega pisatelja Valentina Polanška, ki je izšel pri založbi Drava leta 1985 in je nastal po ustnih spominih partizana Janeza Wutteja - Luca.
Glavni protagonist romana je Vrančev Ivan, po domače »Vršanov« ali kar »potegnjeni Vršan«. Roman se začne s prvimi političnimi spremembami v Avstriji, ki so nastale s širjenjem nacistične ideologije, konča pa se z zmagovitim koncem druge svetovne vojne. Večji del pripovedi zajemajo opisi partizanskega boja v Podjuni in na Svinški planini. V romanu ima zelo pomembno vlogo bogato slikovito ozadje koroške pokrajine, ki poglablja tudi sicer dramatično, dialoško živahno in včasih tudi humorno Lucovo pripoved.
Helga Glušič je roman Sla po svobodi označila za Polanškovo najboljše pripovedno delo, saj se v njem avtor »osvobodi idealizacije, politike in poučnosti v prid umetniški dovršenosti in pripovedni širini«.